# Kanton Strasbourg-1
Der Kanton Strasbourg-1 ist ein Wahlkreis im Arrondissement Straßburg (Département Bas-Rhin, Region Grand Est, Frankreich).

## Geschichte
Der Kanton wurde am 4. März 1790 im Zuge der Einrichtung der Départements als Teil des damaligen „Distrikts Straßburg“ gegründet.
Mit der Gründung der Arrondissements am 17. Februar 1800 wurde der Kanton als Teil des damaligen Arrondissements Straßburg neu zugeschnitten.
Von 1871 bis 1919 gab es keine weitere Untergliederung des damaligen Kreises Straßburg (Stadt).
Am 28. Juni 1919 wurde der Kanton Teil des neu gegründeten Arrondissements Strasbourg-Ville.
Am 22. März 2015 wurde das Gebiet des Kantons neu zugeschnitten. An die Stelle des Arrondissements Strasbourg-Ville trat das neue Arrondissement Straßburg, das auch Gemeinden in der Umgebung von Straßburg mit umfasst.

## Gemeinden
Der Kanton besteht aus einem Teil der Stadt Straßburg.
Straßburg war bis 2014 in zehn Kantone geteilt.

## Gebietsbeschreibung
Das Gebiet des Kantons wird seit dem 22. März 2015 durch die folgende Grenze bestimmt. Die Angaben erfolgen im Uhrzeigersinn und beginnen im Norden:
- Quai Schœpflin, Quai Lezay-Marnésia, Quai Saint-Étienne, Rue de la Pierre Large, Pont Saint-Guillaume, Quai des Pêcheurs, Rue Munch, Rue de la Krutenau, Rue de Zurich, Rue de l’Hôpital Militaire, Rue de Lausanne, Quai du Général Koenig, Route de Vienne, Canal du Rhône au Rhin, Pont Winston Churchill, Rue Edmond Michelet, Rue du Landsberg, Avenue Jean Jaurès, Rue de Ribeauvillé, Rue de Kaysersberg, Rue de la Ziegelau, Route du Polygone, Rue du Lazaret, Rue de la Charité, Rue des Vanneaux, Bahnstrecke, Rue de la Plaine-des-Bouchers, Rue Averroès, Pont du Heyritz, Quai Louis Pasteur, Quai Mathiss, Pont des Frères Matthis, Fluss Ill, Quai Turckheim, Quai Desaix, Quai de Paris, Quai Kellermann, Quai Schœpflin[1]